# Ginesito
Ginesito fue una serie de historietas producida por el estudio de López Rubio para varias editoriales. Sus creadores más habituales fueron Gordillo, José Laffond y Pipo al guion y el propio Gordillo e Ibarra Montilla al dibujo, pero también colaboraron otros artistas del Estudio.
Su protagonista homónimo, originalmente denominado Satanás, gozó de gran popularidad durante la posguerra española.

## Trayectoria editorial
Las primeras aventuras de Satán/Ginesito se publicaron en el seno de la colección Diamante Amarillo de Rialto. Posteriormente aparecieron en la Colección Sepepe de Ediciones Palacios como Nuevas aventuras de Ginesito.

## Argumento y personajes
Satán/Ginesito era un niño de corta edad, que protagonizaba aventuras fantásticas, al igual que Cuto o Pedrín. Su fisonomía se basaba en la de un actor real que acudía frecuentemente al Estudio.
Tuvo compañeros, como el gitanillo Pituito, y (hecho infrecuente en su época), novias, como Polita y Mary.

## Adaptaciones a otros medios
En 1946, José María Elorrieta inició el rodaje de una adaptación de sus aventuras, que quedó inconclusa, mezclando actores reales (entre ellos el propio Ginesito) con muñecos.